# Casa de Reginar
La familia de los Régnier o regináridos (en francés: famille des Régnier), también casa de Reginar (más tarde conocida como casa de Brabante) fue una poderosa familia franca de la nobleza lotaringia en las épocas carolingia y otoniana. Formaron la primera dinastía gobernante del condado de Henao y aportaron dos duques de Lorena. Data del siglo IX y fue el origen de varias casas: la casa de Henao, la casa de Brabante, la casa Montfort-l'Amaury, la casa de Hesse (la única rama que sobrevive hoy)
Tras la muerte de Carlos III el Gordo, los regináridos comenzaron una larga lucha con los conradinos por la supremacía en Lotaringia. Cuando triunfó en 910, fue en la elección de Carlos III de Francia como rey. Fueron las fuerzas combinadas de Bruno I de Lorena y los carolingios de Francia Occidental, que finalmente rompió el mantenimiento de poder de los regináridos. En 958, Reginar III tenía sus tierras confiscadas y redistribuidas a Gerard, conde de Metz, de Matfridings, los enemigos de su familia desde el reinado de Zuentiboldo.
Los regináridos apoyaron a Lotario de Francia en contra de Otón II, pero llegaron a un acuerdo con este en 978. Sin embargo, los regináridos no eran ya una familia unida por el final del siglo X. Sus descendientes en Mons y Lovaina continuaron su espíritu de oposición al rey, sin embargo.

## Origen de la familia de los Régnier
La línea de los Régnier fueron próximos de la primera generación conocida de los carolingios, porque el antepasado de la línea Gislebert, conde de Mosa, se casó con Emengarda, hija del emperador Lotario I, a la que había secuestrado.

## Ramas de la familia de los Régnier

### Casa de Henao
Su hijo, Reginar I fue conde de Henao, y fue consejero del rey de Lotaringia Zuentiboldo.  Él mismo tuvo dos hijos, Gislebert, duque de Lotaringia, y Reginar II, conde de Henao. Gislebert fue asesinado durante una revuelta, pero Reginar II fue el antepasado de una línea de condes de Henao y, como tal, la familia de los Régnier se asimila con la casa de Henao.
Reginar III se rebeló contra los reyes de Germania varias veces, fue desterrado a Bohemia y su familia se refugió en la corte del rey de Francia. Los dos hijos mayores de Reginar III pudieron reconquistar los feudos de su padre: Reginar IV tenía el condado de Henao y Lamberto I, el condado de Lovaina.
La rama mayor, descendientes de Reginar IV, se extinguió en 1093 con Roger de Henao, obispo de Châlons-sur-Marne.

### Casa de Brabante
Los descendientes de Lamberto I y de su esposa, Gerberge, hija del duque Carlos de Baja Lotaringia, fueron condes de Lovaina y de Bruselas.  Después de la muerte el 20 de septiembre de 1085 del conde palatino de Lotaringia, Hermann II, el conde Enrique III de Lovaina recibió el landgraviato de Brabante (bastión imperial ubicado entre los ríos  Dendre y Senne). Después su hijo, Godofredo I, recibió el ducado de la Baja Lotaringia en 1106. Este último ducado fue definitivamente adquirido por su linaje con el matrimonio en 1155 de su nieto, Godofredo III de Lovaina, con la heredera. de la otra familia que reclamaba la Baja Lotaringia, Margarita de Limburgo, hija de Enrique II, conde de Limburgo y Matilde de Saffenberg.
Finalmente, el hijo de Godofredo III, Enrique I de Brabante, llamado el Valiente, nacido alrededor de 1165 y muerto en Colonia el 5 de septiembre de 1235, fue el primero que tomó  el título de duque de Brabante. Esta rama se extinguió en 1406 con Juana de Brabante, hija del duque Juan III Triunfante.

### Casa de Hesse
Todavía hubo una rama cadete (más joven) de los duques de Brabante en los landgraves (después grandes duques) de Hesse.  De hecho, el duque Enrique II de Brabante, nacido en 1207 y muerto el 1 de febrero de 1248, viudo de María de Hohenstaufen, se volvió a casar hacia 1240 con Sofía de Turingia, hija de Luis IV de Turingia, landgrave de Turingia y de Isabel de Hungría (canonizada en 1235). Tuvieron:
- Enrique I (nacido en 1244, muerto en 1308), landgrave de Hesse, tige de la casa de Hesse;
- Isabel (nacida en 1243, muerta en 1261), casada en 1254 con  Alberto I (nacido en 1236, muerto en 1279), duque de Brunswick-Lunebourg.

Los miembros de la casa de Hesse gobernaron:
- el ducado de Hesse (1275-1308, 1311-1458, 1500-1567),
- la Hesse-Cassel o Electorado de Hesse (1308-1311, 1458-1500, 1567-1866),
- la Hesse-Darmstadt (1567-1806) que se convirtió en el gran ducado  de Hesse (1806-1918),
- la Hesse-Rotenburg (1627-1812),
- la Hesse-Wanfried (1649-1755)
- la Hesse-Kassel-Rumpenheim (1803-1918),
- la Hesse-Homburg (1622-1866),
- la Hesse-Philippsthal (1663-1868),
- la Hesse-Philippsthal-Barchfeld (1721-1806 y 1813-1866),
- le reino de Suecia (1720-1751),
- la principado de Bulgaria (1879-1886).

Un miembro de esta familia fue elegido rey de Finlandia en 1918, pero no reinó.
La casa de Battenberg es una rama morganática de la casa de Hesse, después del matrimonio del príncipe Alejandro de Hesse, hijo del gran duque Luis II con la condesa Julia von Hauke, quien fue titulada condesa de Battenberg. Según las reglas del imperio, sus descendientes estaban excluidos de la línea de sucesión del trono de Hesse. Protegidos por la reina Victoria del Reino Unido —de la que una hija era la gran duquesa de Hesse y otra la princesa de Battenberg—, los Battenberg prosperaron y se afincaron en Gran Bretaña. En 1917, anglificaron su nombre como Mountbatten.
Los príncipes de Hesse (y de Battenberg) casaron a sus hijas con todos los soberanos de Europa: la bisabuela del actual rey de España era una princesa de Battenberg; el príncipe consorte del Reino Unido es el hijo de una princesa de Battenberg; y el nieto de una princesa de Hesse fue hermana de la última zarina de Rusia (cuatro princesas de Hesse se se casaron con zares o con grandes duques de Rusia, y los cuatro perecieron asesinados).

### Casa de Montfort-l'Amaury
Guillermo de Henao, el primer señor de Montfort-l'Amaury fue nieto del conde Regnier II de Henao.  Roberto II, el Piadoso, rey de Francia, le encargó la construcción de dos fortalezas en el bosque de Yvelines, a fin de defender el dominio real contra el conde de Blois.  Una fue construida en Épernon, la otra, más al norte, en un montículo natural cuyos alrededores despejó para permitir la instalación de campesinos. Esta segunda fortaleza tomó el nombre de Montfort.  Varios de sus sucesores llevaron el nombre de Amaury, y la nueva ciudad tomó más tarde el nombre de Montfort-l'Amaury.
Guillaume de Henao se convirtió en el castellano de Montfort y, habiéndose casado con una hija de Hugues de Beauvais, administrador del país de Yvelines, tuvo éxito cuando este último fue asesinado. Logró que el nuevo señorío pasara a ser hereditario y se lo legó a su hijo Amaury I, de donde proviene la casa de Montfort-l'Amaury.  Esta rama de la familia de los Régnier se convirtió en una reserva en los reinos de Inglaterra, con Simón de Montfort (muerto en 1188) y de Jerusalén, con Felipe de Montfort (muerto en 1270).
La rama inglesa de la casa se extinguió con Simón V de Monfort, conde de Leicester, muerto en 1265. La rama francesa de la casa desapareció con Beatriz de Montfort, condesa de Montfort, muerta en 1311, hija de Juan I de Montfort. 
La casa de Montfort-l'Amaury se extinguió permanentemente con Echive de Montfort, hija de Onfroy de Montfort, condestable de Chipre y señor titular de Tiro y de Toron y esposa del rey Pedro I de Chipre. Echive murió antes de 1350.

## Genealogía
```
Gilberto
, conde de Mosa
X Ermengearde, hija de 
Lotario I
,
│
├──>
Reginar I
 (850 † 915), conde de Henao
│   X Albérade 
│   │
│   ├──>
Gilberto
 († 939), conde del Mosa, después duque de Lotaringia
│   │   X 928 
Gerberga de Sajonia
 (915 † 984)
│   │   │
│   │   ├──>Enrique († 944)
│   │   │
│   │   ├──>Alberada
│   │   │   X 
Ragenold
, 
conde de Roucy

│   │   │
│   │   ├──>Hedwige
│   │   │
│   │   └──>Gerberge
│   │       X 
Alberto I de Vermandois
 († 987), 
conde de Vermandois

│   │
│   ├──>
Reginar II
, conde de Henao
│   │   │
│   │   ├──>
Reginar III
, conde de Henao
│   │   │   │
│   │   │   ├──>
Reginar IV
 († 1013), conde de Mons
│   │   │   │   X 
Hedwige de Francia

│   │   │   │   │
│   │   │   │   ├──>
Reginar V
 († 1039), conde de Mons
│   │   │   │   │   X 1015 Matilde de Verdun
│   │   │   │   │   │
│   │   │   │   │   └──>
Herman
 († 1051), conde de Henao
│   │   │   │   │       X 
Richilde de Henao

│   │   │   │   │       │
│   │   │   │   │       ├──>
Roger
 (†1093), 
obispo de Châlons-sur-Marne

│   │   │   │   │       │
│   │   │   │   │       └──>una hija se convirtió en monja
│   │   │   │   │
│   │   │   │   └──>Beatriz
│   │   │   │       X 1) 
Ebles I
, 
conde de Roucy

│   │   │   │       X 2) Manassès de Ramerupt
│   │   │   │
│   │   │   └──>
Lamberto I
, (950 † 1015), 
conde de Lovaina

│   │   │       X  994 Gerberga de la Baja Lotaringia (975 † 1018)
│   │   │       │
│   │   │       ├──>
Enrique I
 († 1038), conde de Lovaina
│   │   │       │   │
│   │   │       │   ├──>
Otón
 († 1040), conde de Lovaina
│   │   │       │
│   │   │       ├──>
Régnier de Lovaina
 
│   │   │       │   X hija de 
Balduino IV de Flandes

│   │   │       │   │
│   │   │       │   └──>
Régnier de Hasnon
, margrave de Valenciennes (1047- †ca. 1049)
│   │   │       │       │
│   │   │       │       └──> 
Riquilda de Henao

│   │   │       │
│   │   │       └──>
Lamberto II
  († 1054), conde de Lovaina
│   │   │           X Ode de Verdun
│   │   │           │
│   │   │           ├──>
Enrique II
, (1020 † 1078), conde de Lovaina
│   │   │           │   X Adela
│   │   │           │   │
│   │   │           │   ├──>
Enrique III
 († 1095), conde de Lovaina, landgrave de Brabant
│   │   │           │   │   X Gertrudis de Flandes (1080 † 1117)
│   │   │           │   │
│   │   │           │   ├──>
Godofredo I
 (1060 † 1140), conde de Lovaina, landgrave de Brabante y duque de la Baja Lotaringia
│   │   │           │   │   X 1) Ida de Chiny (1078 † 1117)
│   │   │           │   │   X 2) 1120 
Clemencia de Borgoña
 († 1133)
│   │   │           │   │   │
│   │   │           │   │   ├─1>
Godofredo II
 (1107 † 1142), conde de Lovaina, landgrave de Brabante y duque de la Baja Lotaringia
│   │   │           │   │   │   X Lutgarde de Soulzbach (1109 † 1163)
│   │   │           │   │   │   │
│   │   │           │   │   │   └──>
Godofredo III
 (1140 † 1190), conde de Lovaina, landgrave de Brabante y duque de la Baja Lotaringia
│   │   │           │   │   │       │
│   │   │           │   │   │       └──> 
descendencia: duques de Brabante

│   │   │           │   │   │
│   │   │           │   │   ├─1>
Adela
 († 1151)
│   │   │           │   │   │   X 1) 
Enrique I de Inglaterra
 (1070 † 1135)
│   │   │           │   │   │   X 2) 
Guillermo de Aubigny
 († 1176), primer 
conde de Arundel
 y de 
Lincoln

│   │   │           │   │   │
│   │   │           │   │   ├─1>Ida
│   │   │           │   │   │   X 
Arnoldo I
, 
conde de Clèves

│   │   │           │   │   │
│   │   │           │   │   ├─1>Clarisa
│   │   │           │   │   │
│   │   │           │   │   ├─1>Enrique, monje
│   │   │           │   │   │
│   │   │           │   │   └─2>Gosuin o Jocelin
│   │   │           │   │       │
│   │   │           │   │       └──> 
señores de Percy

│   │   │           │   │
│   │   │           │   ├──> 
Alberto I
 († 1128), príncipe-obispo del 
principado de Lieja

│   │   │           │   │
│   │   │           │   └──> 
Ida de Lovaina
 (1077 † 1107/1139)
│   │   │           │        X 1084 
Balduino II de Henao
 († 1098), 
conde de Henao

│   │   │           │
│   │   │           ├──>Régnier (†1077)
│   │   │           └──>Gerberge
│   │   │
│   │   ├──>Rodolfo, conde en Maasgau y en Haspengau
│   │   ├──>Liéthard
│   │   │   │
│   │   │   │uno de los dos fue padre de:
│   │   │   └──>
Guillaume de Henao
, 
señor de Montfort

│   │   │       │
│   │   │       └──> 
Casa de Montfort-l'Amaury

│   │   │
│   │   └──>Nacida X Nevelong († 953), conde en Betuwe 
│   │
│   └──>Nacida X 
Bérenger
, 
conde de Namur

│
└──>Alberto, conde en Maasgau
```